# Ataque à embaixada norte-coreana em Lima em 1987
O ataque à embaixada norte-coreana em Lima em 1987 foi um atentado terrorista ocorrido em 30 de abril de 1987, tendo como alvo o escritório comercial e residência oficial da delegação da Coreia do Norte no Peru. O ataque deixou duas pessoas feridas, mas não resultou em nenhuma morte.

## Antecedentes
A Coreia do Norte, assim como a China e a União Soviética, virou as costas à insurgência comunista do Sendero Luminoso no Peru, apesar das semelhanças ideológicas de esquerda; principalmente devido aos interesses econômicos norte-coreanos no país sul-americano durante o governo de Alan García.
Em 1986, o governo peruano comprou 10.000 AK-47s de origem soviética do governo norte-coreano. Essas armas tinham como objetivo melhorar o armamento da Polícia Nacional Peruana para combater a insurgência Senderista.

## Ataque
O ataque começou próximo ao meio-dia de 30 de abril de 1987, por um grupo composto por três indivíduos, dois homens e uma mulher, que carregavam uma maleta. O grupo entrou na praça em frente à embaixada, onde tocaram a campainha do edifício principal. Ao serem atendidos por um trabalhador peruano do local, fizeram-no refém.
A mulher que liderou o ataque carregava cerca de 35 bananas de dinamite em sua maleta que logo foram instaladas na porta principal interna da embaixada, que explodiu, afetando todo o prédio e mais duas casas próximas. Embora a explosão tenha sido forte, no momento do ataque a embaixada norte-coreana não tinha pessoal suficiente. Além do refém, outro funcionário do local ficou ferido no rosto por estilhaços de vidro.
Os atacantes fugiram em um carro, o representante norte-coreano Kim Shan Sik no momento do ataque estava em sua casa particular no centro de Lima.
Uma nova tentativa de ataque foi realizada em 1989, mas a bomba não detonou porque foi desativada pela Polícia Peruana.